# Калитва (футбольный клуб)
«Калитва» — советский футбольный клуб из Белой Калитвы, Ростовская область. Основан не позднее 1953 года.
В первенстве СССР играл в 1966—1970 годах (классе «Б») и в 1972—1974 годах (во второй лиге).
В настоящее время выступает в Первенстве Ростовской области (1-я лига, зона «Север»).

## Названия
- 1953—1958 — «Труд»;
- 1959—1960 — «Калитва»;
- 1963—1965 — «Труд»;
- 1966—1969 — «Калитва»;
- 1970 — «Орбита»;
- с 1971 — «Калитва».

## Достижения
- В первенстве СССР — 5-е место в зоне РСФСР класса «Б»: 1969.
- В кубке СССР — поражение в 1/4 финала зонального финала: 1966/1967.
- В чемпионате Ростовской области — чемпион (4): 1963, 1965, 1971, 1977.
- Обладатель Кубка Северного Кавказа (2): 1963, 1964
- Обладатель Кубка РСФСР (2): 1963, 1964
- Обладатель Кубка СССР КФК (среди команд коллективов физической культуры) (2): 1964, 1971
- Обладатель Кубка Юга России: 1971

## Тренеры
- Григорьев Александр Николаевич (1964, 1966)
- Муреев Валентин Васильевич (1965, 1968)
- Брюшин Василий Дмитриевич (1967)
- Трофимов Виктор Михайлович (1969—1970, 1972)
- Одинцов Виктор Федосеевич (1973—1974)